# Nấm súp lơ
Hanabiratake (tiếng Nhật: ハナビラタケ), tên khoa học Sparassis Crispa, là một loại nấm thuộc họ Sparassidaceae, bộ Polyporales.
Chúng được mệnh danh là "Nấm miễn dịch" vì có chứa 43% Beta Glucan 1-3 

## Hình ảnh

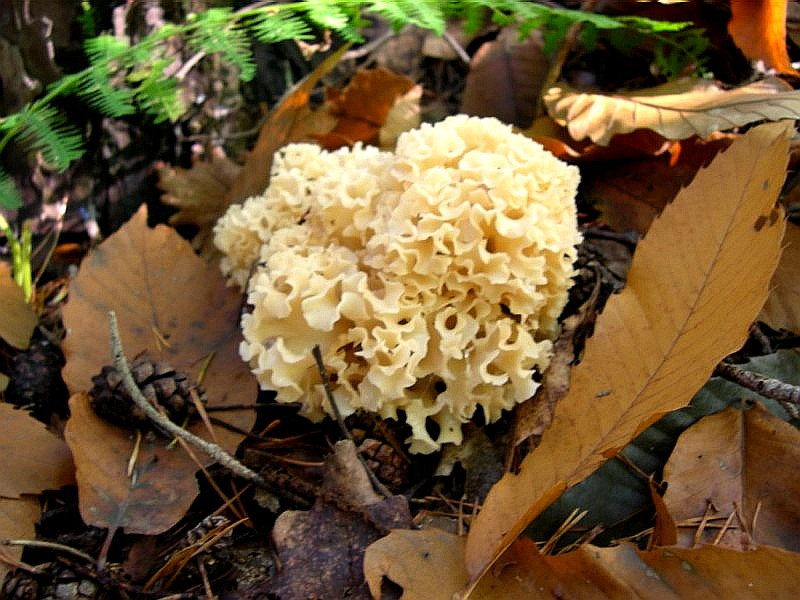
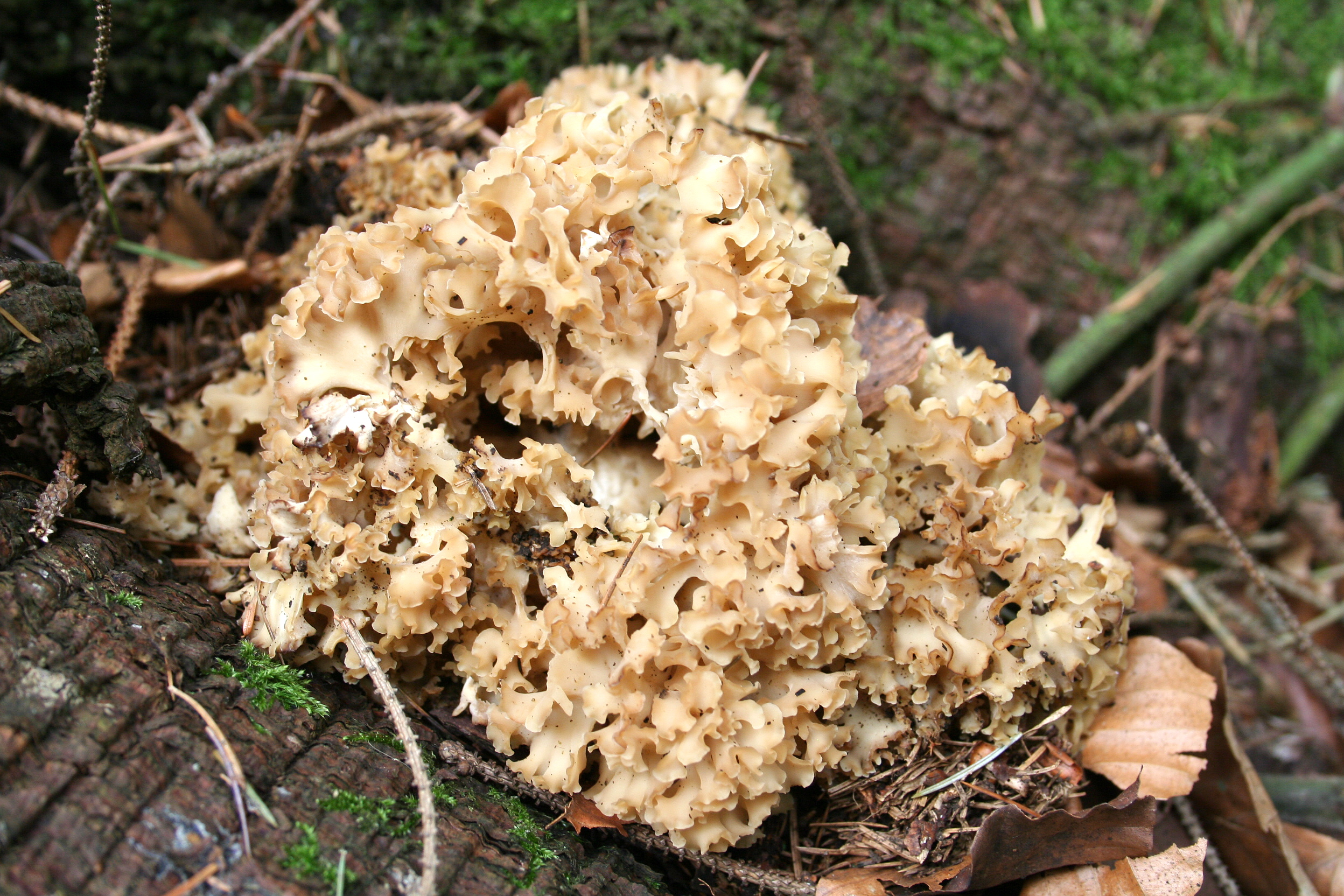
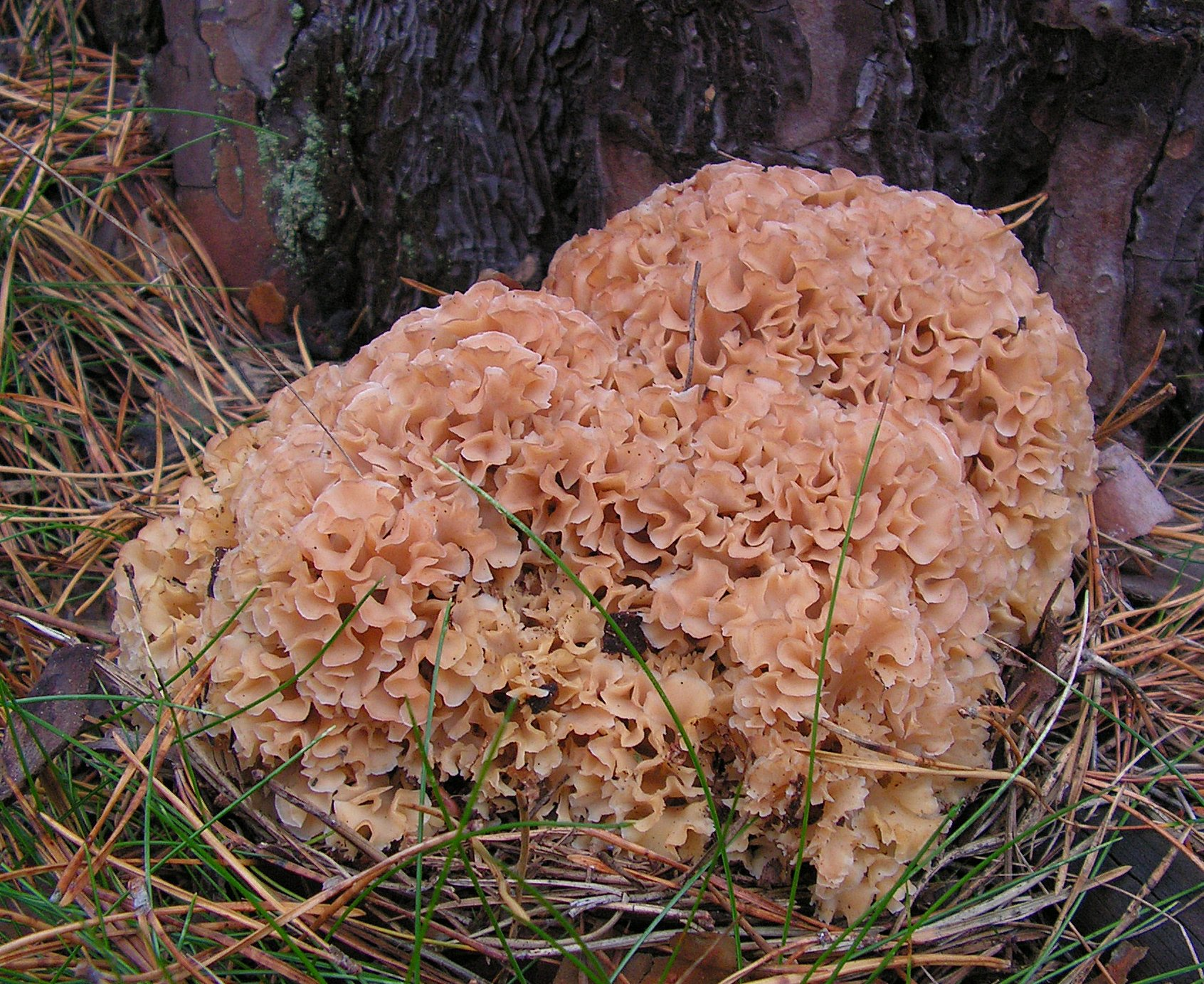
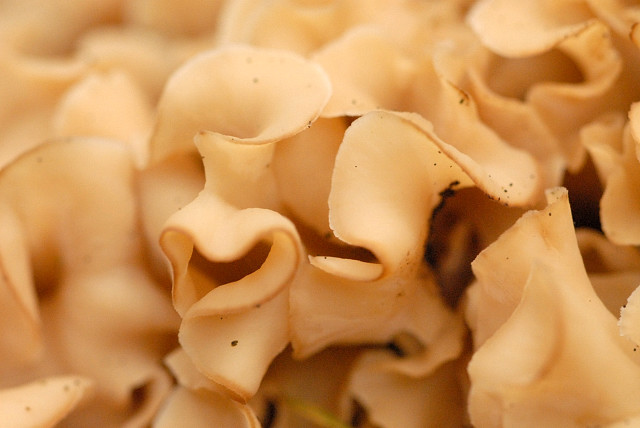